# 伊万·尤马舍夫
伊萬·斯塔潘諾維奇·尤馬舍夫（羅馬化：Ivan Stepanovich Yumashev；1895年10月9日—1972年9月2日），蘇聯海軍高級將領，最高軍銜為海軍上將，曾出任蘇聯太平洋艦隊總司令、海軍總司令等職務。

## 經歷
尤馬舍夫於1895年10月9日出生在俄羅斯帝國的第比利斯，於1912年被征入海軍服役，擔任波羅的海艦隊的水兵與海軍軍士，1917年水兵革命時被選為火砲中隊委員會主席。1918年，尤馬舍夫加入蘇聯共產黨，屬「十月革命」後較早期的共產黨員，並參加了內戰，先後於阿斯特拉罕-裏海區艦隊和伏爾加-裏海區艦隊服役。戰後，尤馬舍夫改任職於波羅的海艦隊。先是在1920年至1921年期間任「彼得羅巴甫洛夫斯克號」戰艦的火砲中隊長，之後轉任該艦艦長。1924年，尤馬舍夫參加「沃羅夫斯基號」（Боровский）通訊艦由阿爾漢格爾斯克到符拉迪沃斯托克的長距離航行。1925年起又先後在波羅的海艦隊的「列寧號」與「沃伊科夫號」驅逐艦（Войков）上服役。同年，尤馬舍夫從海軍指揮人員專修班畢業。
1926年7月，轉調至黑海艦隊擔任「共產國際號」巡洋艦副長。1927年2月，任「捷爾任斯基號」驅逐艦艦長。1932年，尤馬舍夫再完成了海軍學院艦艇指揮員戰術訓練班的學業，並在同年擔任過「公會紅色國際號」巡洋艦艦長。1934年任驅逐艦大隊長。1937年9月任黑海艦隊參謀長。1938年1月任黑海艦隊司令。1939年3月任太平洋艦隊司令，1943年5月31日，尤馬舍夫晉升海軍上將。1945年8月，尤馬舍夫於對日戰爭指揮太平洋艦隊協同遠東第1和第2方面軍的作戰，以及對北朝鮮、南薩哈林島和千島群島的登陸行動，也因此於1945年9月14日被授予「蘇聯英雄」稱號。1941年至1956年期間也擔任了蘇共中央候補委員、蘇聯第二屆最高蘇維埃代表。
1947年1月，尤馬舍夫接替尼古拉·格拉西莫維奇·庫茲涅佐夫任海軍總司令，同時也是蘇聯武裝力量部副部長。1950年2月，任蘇聯海軍部部長。1951年，由於庫茲涅佐夫再度被任用，尤馬舍夫被解除了海軍最高領導職位，改任海軍學院院長，在這個職務上一直工作到1957年退役。1972年9月2日，尤馬舍夫於列寧格勒逝世。
尤馬舍夫著有《太平洋艦隊為祖國而戰》一文，載於《東方的解放使命》一書。

## 榮譽與紀念
- 蘇聯海軍克列斯塔II级巡洋舰二號艦以尤馬舍夫之名命名為「尤馬舍夫海軍上將號（俄语：Адмирал Юмашев (большой противолодочный корабль)）」。
- 蘇聯英雄
- 列宁勋章六枚[6]
- 红旗勋章三枚[6]
- 红星勋章[6]

## 註腳
1. ↑  冀海波（2013年），第96页
2. 1 2  《蘇聯軍事百科全書》中譯本編輯組（1981年），第358页
3. 1 2 3 4  冀海波（2013年），第97页
4. ↑  李杰 & 衛東（2011年），第213页
5. ↑  《蘇聯軍事百科全書》中譯本編輯組（1981年），第359页
6. 1 2 3  李輝光（2007年），第507页